# 肖特基缺陷
肖特基缺陷（Schottky defect）是晶体结构中的一种因原子或离子离开原来所在的格点位置而形成的空位式的点缺陷。每一个空位都是一个独立的肖特基缺陷。在离子晶体中，各种离子形成的肖特基缺陷数目符合晶体的元素构成比例，因为只有这样形成缺陷后的晶体才是电中性的。形成后的空位可以在其所处的亚点阵中自由运动。通常晶体的密度会由于肖特基缺陷的存在而减小。
该缺陷以德国物理学家沃尔特·肖特基的名字命名。
下图是氯化钠（NaCl）晶体结构中的肖特基缺陷示意图，图中示出的是二维情况。

无缺陷的氯化钠晶格结构

氯化钠晶格中的肖特基缺陷